# Міжнародний музей парашутного спорту
Міжнародний музей парашутного спорту — неприбуткова організація, що діє під егідою Міжнародної авіаційної федерації. Органцізація існує завдяки пожертвам, і керується опікунською радою. Метою організації є популяризація парашутної індустрії в світі. На даний момент збіраються та інвентаризуються експонати, обладнання та документи. Збираються кошти для будівництва приміщення музею.

## Історія
У 1972 році, Вільям Генрі Оттлі заснував «Американський музей спортивного парашутного спорту та авіаційної безпеки». З часом організація зростала, еволюціонувала і нині носить назву «Міжнародний музей парашутного спорту». 2010 року при музеї відкрито Хол слави, до якого кожен рік номінують видатних спортсменів, виробників чи функціонерів, які зробили значний вклад в розвиток парашутної індустрії в світі.